# Geboortegolf
Een geboortegolf is een opvallende toename in het aantal geboorten. In de demografie wordt een periode van enkele jaren waarin het aantal geboorten hoger is dan in de jaren ervoor en erna een geboortegolf genoemd.
Nederland en België kenden een geboortegolf direct na de Tweede Wereldoorlog (1946-1955) die vaak wordt aangeduid als de babyboom; in sociologische zin worden mensen die geboren zijn tussen 1945 en 1955 babyboomers genoemd. De kleinere geboortegolven in de perioden 1965-1970 en 2000-2004 zijn een logisch gevolg van de eerste geboortegolf, aangezien er toen meer mensen in de vruchtbare leeftijd waren.
Als gevolg van de naoorlogse geboortegolf ontstond in Nederland de maartschool (ook wel aprilschool).
Een kunstmatig gestuurde geboortegolf is in de geschiedenis aan te wijzen onder het bewind van dictator Ceaușescu in Roemenië. Hier ontstond na de uitvaardiging van decreet 770 eind jaren 60 een geboortegolf die moest leiden tot een nieuwe, sterke Roemeense natie.